# Inmigración coreana en Venezuela
Los coreanos en Venezuela (también conocidos como coreanos venezolanos) integran una de las comunidades coreanas más pequeñas de América Latina, según las estadísticas del Ministerio de Relaciones Exteriores y Comercio de Corea del Sur.

## Historia
La comunidad surcoreana en Venezuela comenzó cuando Chiong Hoe-Nyun, quien estudió el idioma español en la Universidad Hankuk de Estudios Extranjeros (HUFS) en Seúl, emigró a Maracaibo a principios de la década de 1960. La inmigración de Corea del Sur aumentó con la prosperidad económica de Venezuela en la década de 1970, y se abrió una embajada de Corea del Sur en Caracas en 1973. Había 300 surcoreanos viviendo en Venezuela en 2011.

## Cultura
Desde 2010, la cultura coreana ha adquirido cierto interés por parte de la joven comunidad venezolana, que ha sido ayudada por el apoyo de la comunidad local de Corea del Sur. La embajada de Corea del Sur en Caracas y varias organizaciones culturales como la Asociación Venezolana de la Cultura Coreana (AVCC) y la Unión de Amantes de Corea (UAC) han promovido numerosos eventos en honor a promover la música K-pop / K-rock y el cine coreano, gastronomía, teatro, lenguaje y arte en Venezuela. El Festival Hallyu, que promueve la cultura coreana, ha enviado a venezolanos a competir en el K-Pop World Festival.
El taekwondo fue traído a Venezuela entre 1968 y 1970 por tres maestros surcoreanos: Howo Kan en el Distrito Capital, Cho Kon en Carabobo y Hong Ki Kim en Anzoategui. Desde entonces, el deporte ha ganado popularidad en Venezuela y el país ha acumulado importantes títulos individuales, convirtiéndose en uno de los líderes mundiales en Taekwondo durante las décadas de 1980 y 1990.